# 陳中和紀念館
陳中和紀念館，是位於臺灣高雄市苓雅區（苓雅寮），原為高雄陳家陳中和的私人宅第，是昔日打狗地區的第一棟私人洋樓。現為高雄市歷史建築。

## 沿革
陳中和故居原於大正14年（1925年）4月3日舉行落成儀式，該建築歷時三年而完工。。然而陳中和本人住於這棟宅邸的時間只有十年左右，於1930年8月8日去世，而後陳家成員日多並陸續遷出洋樓，最後在1974年陳中和四子陳啟峰搬出後成為空屋而閒置著。財團法人陳中和翁慈善基金會管理，
1994年，財團法人陳中和翁慈善基金會委託成功大學建築系調查擬定修復計畫，歷時兩年完成修復工作，於1997年對外開放成為展示與陳中和等高雄陳家成員相關文物的紀念館。
2000年。該建築在歷史建築百景徵選活動中被選為第50名。

2003年經國立歷史博物館協助規畫展覽空間後，該建築遂成為陳家文物的展示館。

## 建築
陳中和紀念館為西方古典及折衷主義式建築，建築佔地900坪，含庭院則為2700坪。屋前面海，後方則是苓雅寮街。然而隨著時代變遷，目前的紀念館只保留了主樓、廁所與庭園殘蹟，而屋前也因中油填海興築油槽等因素而與高雄港有段距離。在其主樓外面有迴廊圍繞，
而室內空間分配採取「九宮格」的形式，依輩分及分房進行居住位置安排，於中央設置廳堂，廳堂兩側則為各個房間。主樓樓高二層，陳中和在世時一樓為大堂、臥房、餐廳及會客室，二樓則為佛堂與陳中和夫婦的私人空間，而目前這些空間已大多改為展示間，部分則為陳中和翁慈善基金會所使用。而在二樓迴廊處還有通往三樓露臺的樓梯。
而以其構造來看，主樓由臺基、屋身與屋頂所組成。而其屋身部分是由以英國式砌法所造的磚牆與表面施以洗石子工法的磚柱所構成，而圍繞在周圍的迴廊則是由鋼筋混擬土與木樑所建成。至於屋頂的部分，則是採用洋式木桁架的四坡式屋頂。

## 圖片

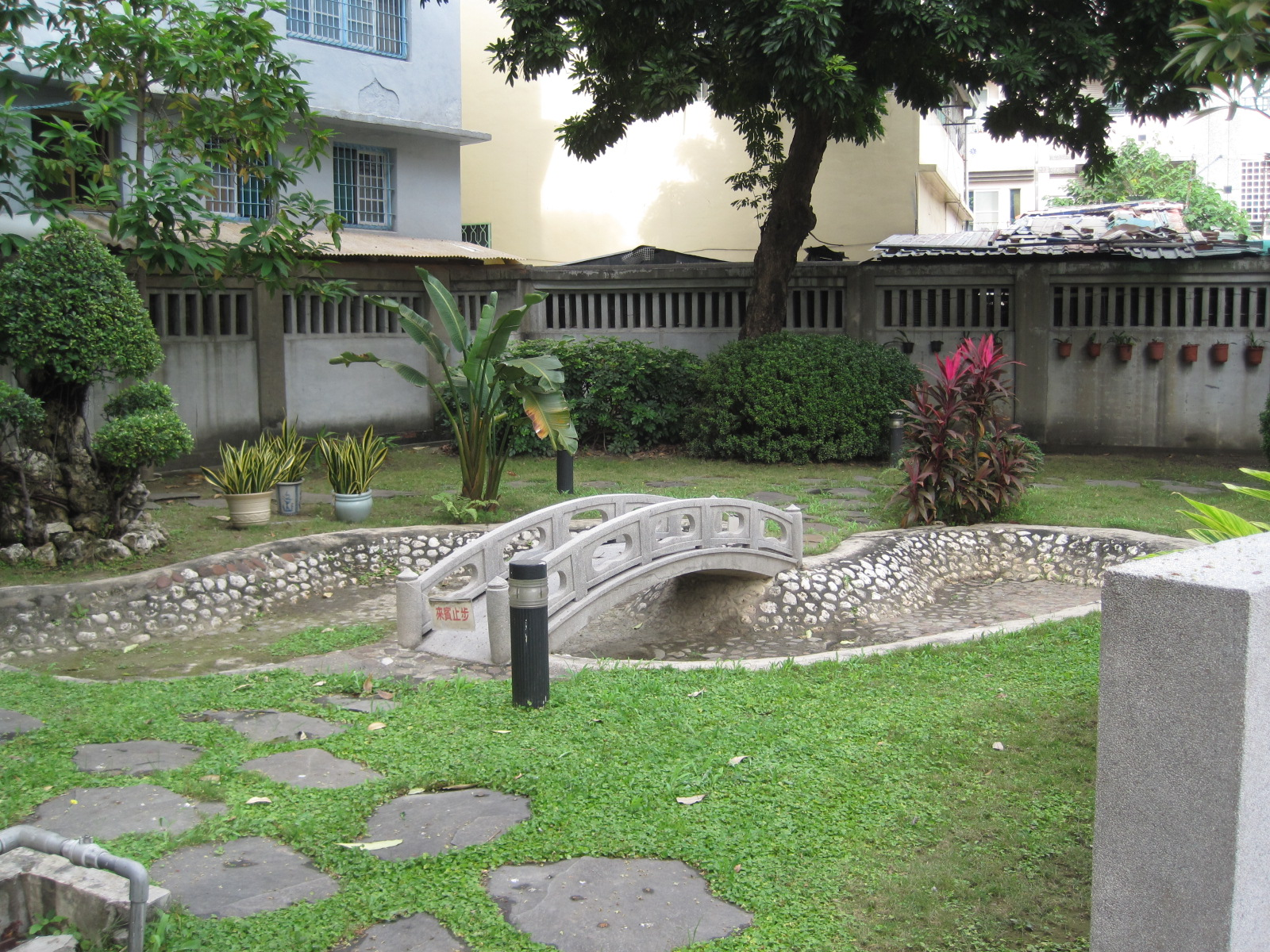
庭園。過去有三重，今只剩最內層的部分[1]。
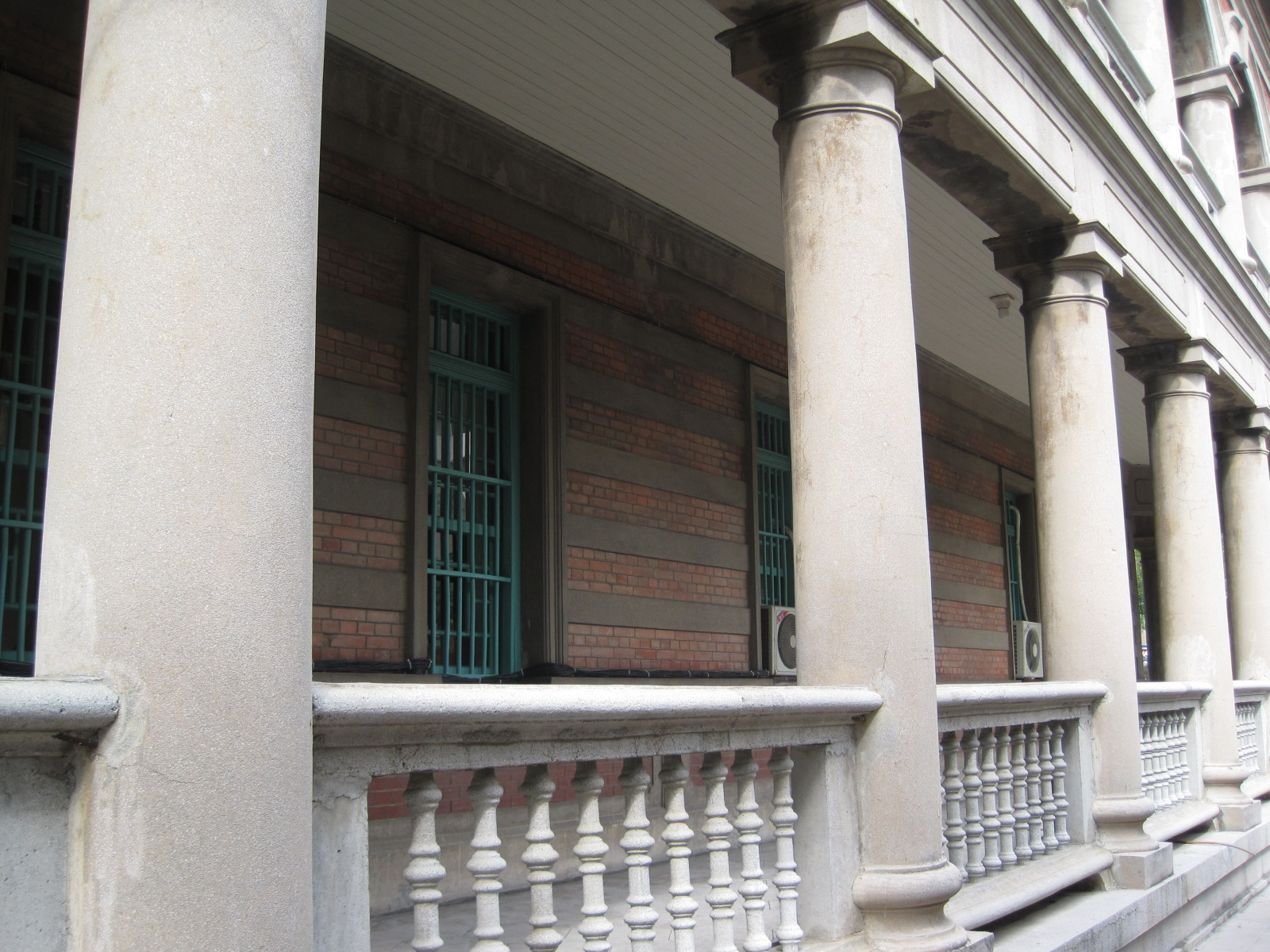
迴廊。
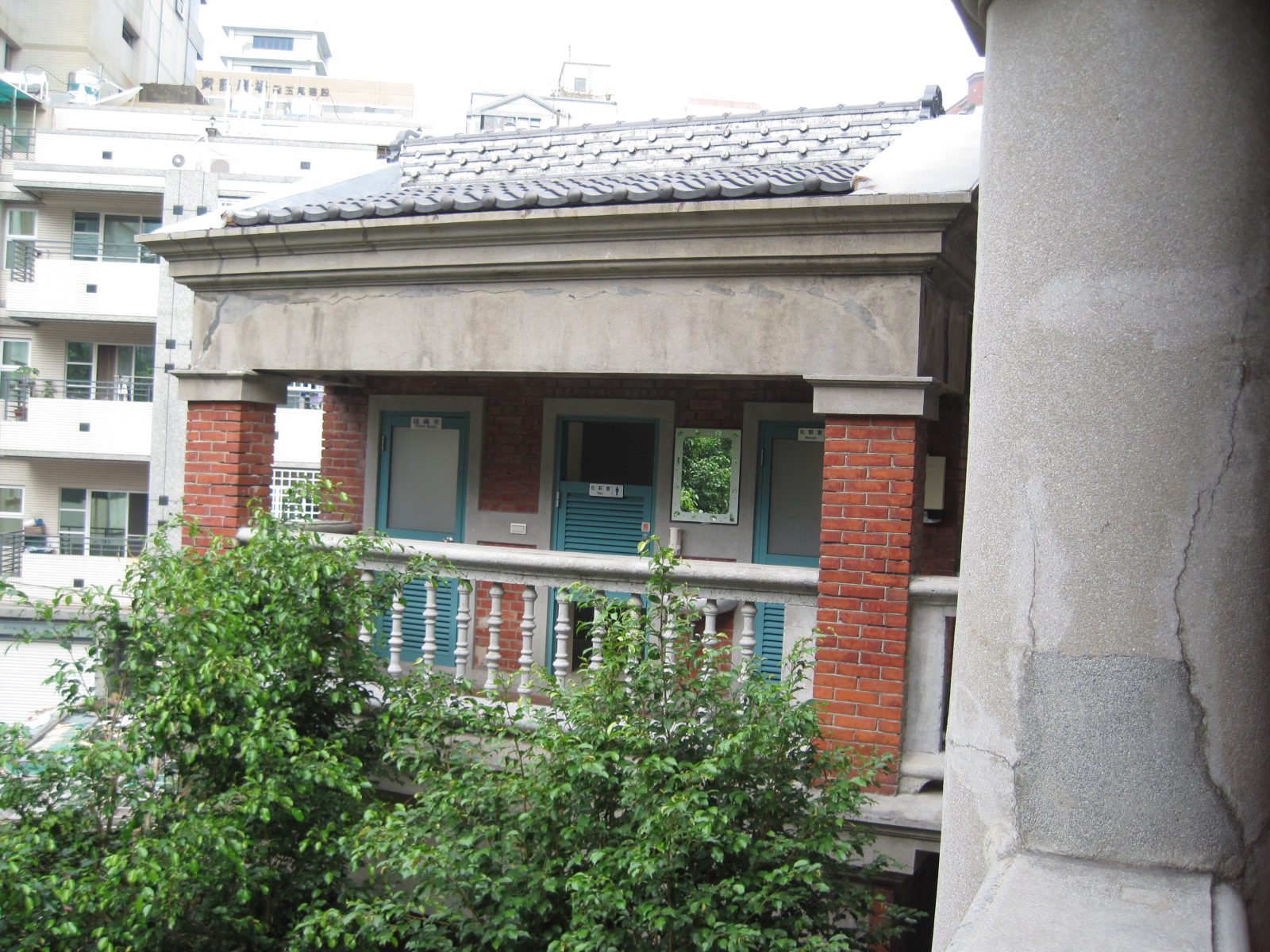
廁所。獨立於主樓外。
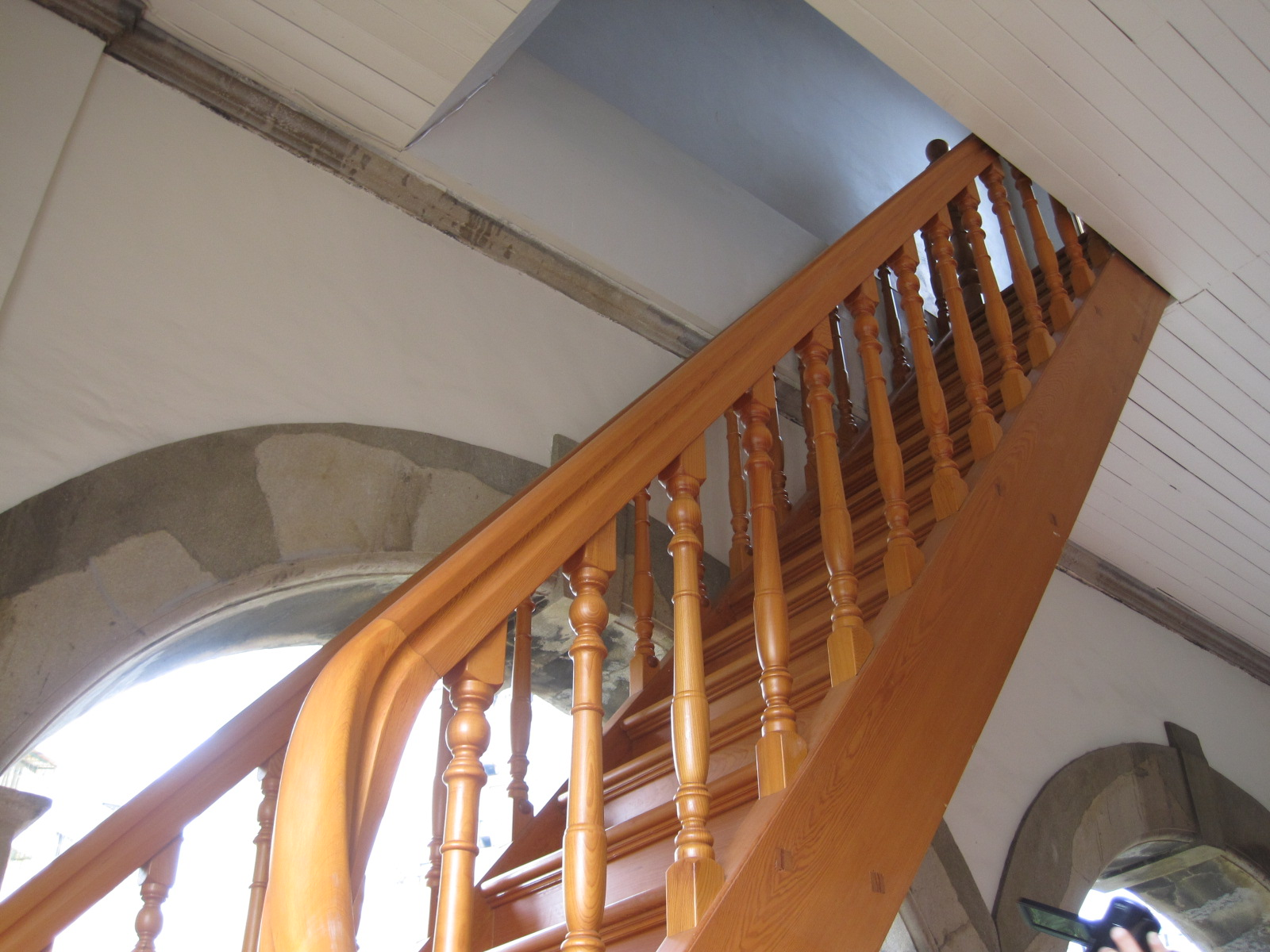
通往屋頂露臺的木梯。